# Gaia14aaa
Gaia14aaa è una supernova di tipo Ia scoperta nel 2014 dalla sonda spaziale Gaia. Questa è stata la prima supernova scoperta dal satellite  .
L'oggetto è stato scoperto in una galassia lontana circa 500 milioni di anni luce. Attraverso l'osservazione dello spettro del ferro e altri elementi che si verificano in esplosioni di supernove, si è riscontrato che è una supernova di tipo Ia.
Gaia14aaa si trova fuori dal centro della galassia madre, suggerendo che è possibile che non sia legata gravitazionalmente al buco nero al centro della galassia.